# Energia aktywacji
Energia aktywacji – jest podawaną często w przeliczeniu na 1 mol substancji wielkością bariery energetycznej (w skali mikroskopowej – bariera potencjału), którą musi pokonać układ reagujących indywiduów chemicznych, aby doszło do reakcji chemicznej.

Zależność energii aktywacji (E_{a}) od kierunku reakcji i wpływ katalizatora; X, Y – reagenty, ΔH – entalpia swobodna reakcji

Energię aktywacji dla reakcji można wyznaczyć na podstawie równania Arrheniusa, opisującego zależność szybkości reakcji od temperatury:
{\displaystyle k=Ae^{{-E_{a}}/{RT}},}
{\displaystyle E_{a}=-RT\ln \left({\frac {k}{A}}\right),}
gdzie:
- {\displaystyle k} – stała szybkości reakcji,
- {\displaystyle A} – stała dla danej reakcji, zwana też czynnikiem przedwykładniczym,
- {\displaystyle R} – (uniwersalna) stała gazowa,
- {\displaystyle T} – temperatura.

Zachodzi więc bezpośredni związek między energią aktywacji i szybkością reakcji: im {\displaystyle E_{a}} mniejsze, tym szybkość ta większa. Katalizatory obniżają energię aktywacji przez tworzenie kompleksów przejściowych z substratami. Oprócz tego energia ta jest zależna od wielu czynników.

## Przykłady
- tlen zmieszany z wodorem w temperaturze pokojowej nie reaguje: chociaż bilans energetyczny reakcji jest korzystny, aby reakcja zaszła cząsteczki muszą zderzyć się z odpowiednią energią, co pozwoli pokonać im barierę potencjału. Rozkład Boltzmanna określa, jaka część cząsteczek w danej temperaturze jest w stanie pokonać tę barierę. Jeżeli takich cząsteczek jest zbyt mało, wówczas energia uzyskana w tych bardzo rzadkich zderzeniach efektywnych – czyli tych, w których doszło do reakcji (decyduje o tym nie tylko energia, ale również np. kąty zderzenia i to, czy są to zderzenia centralne itd.) – jest rozpraszana w zderzeniach z pozostałymi zimnymi (niskoenergetycznymi) cząsteczkami układu. Reakcja będzie zachodzić, gdy:
  - proporcja O2:H2 będzie w odpowiednim zakresie (nadmiar/niedomiar jednego ze składników zmniejsza prawdopodobieństwo efektywnych zderzeń),
  - układowi zostanie lokalnie dostarczona dodatkowa energia, dostatecznie duża, aby nie rozproszyła się w zderzeniach z zimnymi cząsteczkami układu (iskra elektryczna, płomień),
  - zostanie wykorzystany odpowiedni katalizator zmniejszający energię aktywacji (zobacz ogniwo paliwowe).